# 庫德姆卡爾區

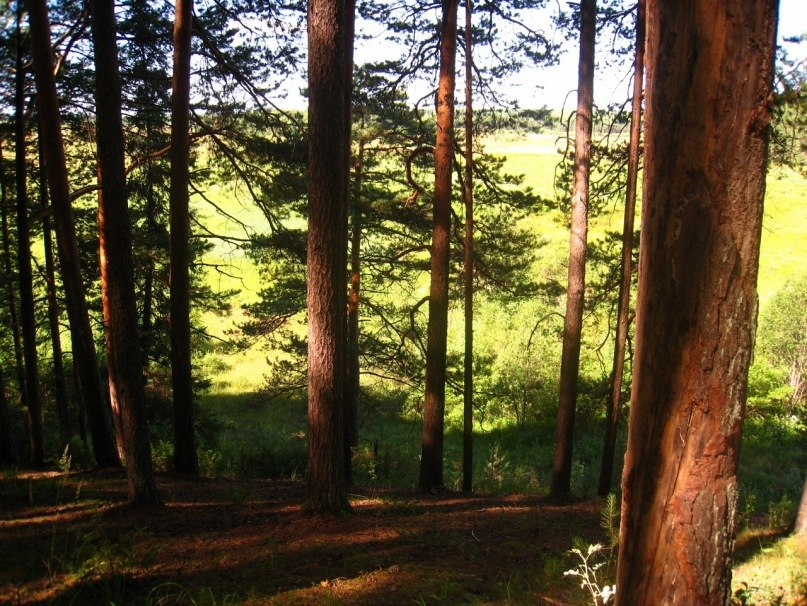

59°05′53″N 54°17′24″E / 59.098°N 54.290°E
庫德姆卡爾區（俄语：Кудымкарский район），是俄羅斯的一個區，位於該國中西部，由彼爾姆邊疆區負責管轄，始建於1924年2月27日，面積4,741平方公里，2010年人口25,808，人口密度每平方公里5.44人。